# Sbor Církve adventistů sedmého dne Praha-Lhotka
Sbor Církve adventistů sedmého dne Praha-Lhotka sídlí na adrese Zálesí 297/50.
Sbor má vícejazyčná aktivity. Kázání probíhají v češtině s překladem do angličtiny. Mnoho aktivit, včetně biblických hodin pak jsou vedle češtiny také v anglickém jazyce.
Kazatelem sboru je Josef Dvořák.
Sbor se schází na bohoslužby pravidelně každou sobotu v 10:00. Na začátku je vždy hodina studia Písma svatého a poté pokračuje sbor chvalozpěvy a kázáním. K bohoslužbám se schází 20-30 lidí.